# Madrid (Nova York)
Madrid és una localitat del comtat de St.Lawrence, en l'Estat de Nova York. La seva població l'any 2000 era de 1.828 habitants. Pren el seu nom de la ciutat de Madrid, capital d'Espanya.
La localitat es troba al nord del comtat de St. Lawrence, al nord de la ciutat de Canton.